# Castiglione Messer Raimondo
Castiglione Messer Raimondo – miejscowość i gmina we Włoszech, w regionie Abruzja, w prowincji Teramo.
Według danych na rok 2004 gminę zamieszkiwało 2565 osób, 85,5 os./km².